# 羽後町立三輪中学校
羽後町立三輪中学校（うごちょうりつ みわちゅうがっこう）は、秋田県雄勝郡羽後町にあった公立中学校。

## 概要
横手盆地南部の湯沢市と羽後町の境を南北に流れる雄物川の1kmほど西側に立地して、羽後町立三輪小学校と隣接する。

## 沿革
- 2016年（平成28年）
  - 3月31日 - 閉校[1]
  - 4月1日 - 羽後町の3中学校（羽後中〈旧〉・三輪中・高瀬中）を統合し新生の羽後町立羽後中学校が開校[1]

## 交通
- JR奥羽本線湯沢駅から北西へ6.2㎞、車で約12分